# Leichte Luftsportgeräte
Als leichte Luftsportgeräte (lL) werden in Deutschland Luftsportgeräte nach § 1 Abs. 4 LuftVZO ein- und zweisitzige Luftsportgeräte und mit einer höchstzulässigen Leermasse von 120 kg einschließlich Gurtzeug und Rettungsgerät bezeichnet. Diese Luftsportgeräte sind von der Musterzulassung befreit, dafür hat der Hersteller die Lufttüchtigkeit nachzuweisen.

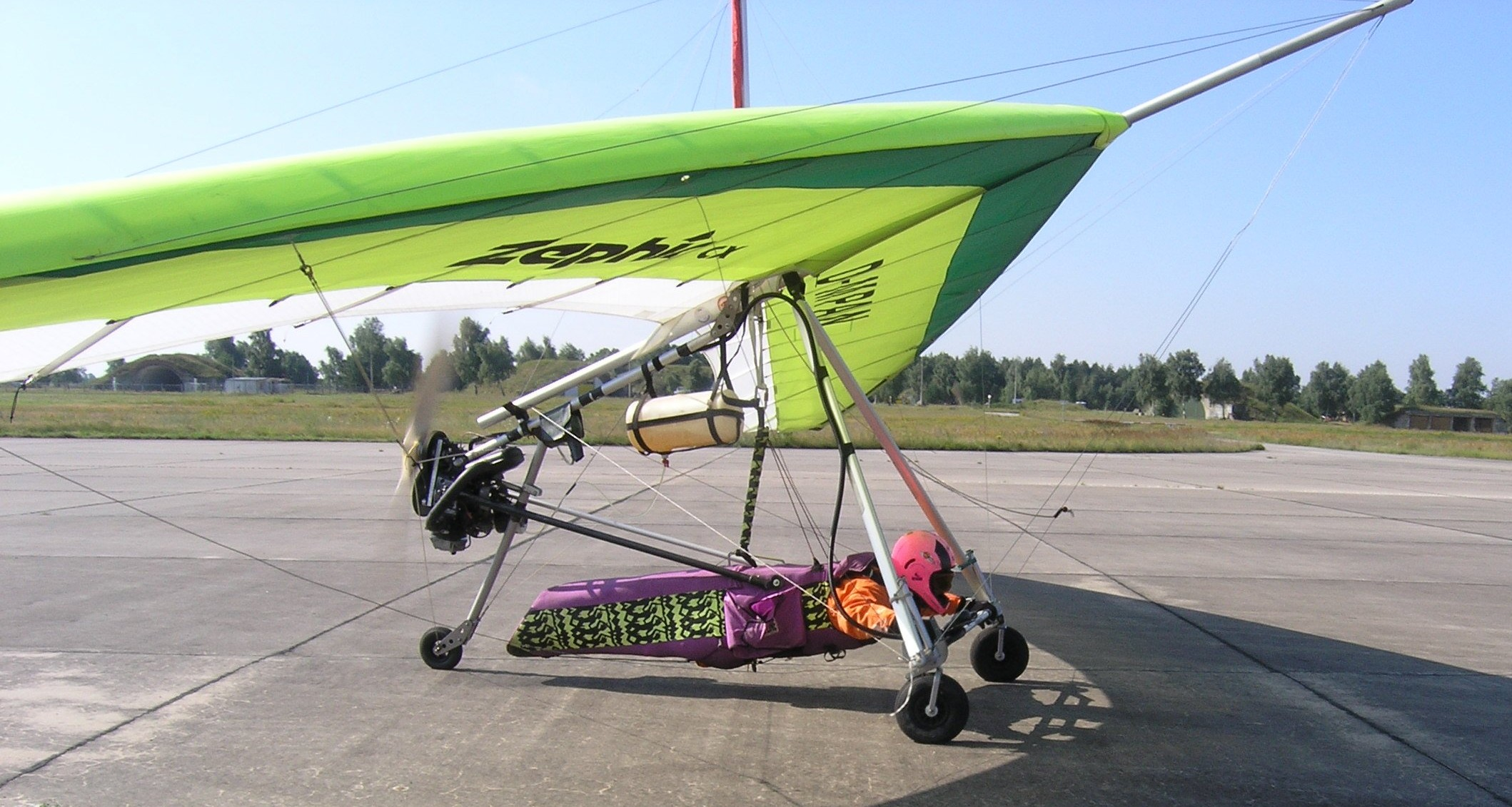
Motorisierter Hängegleiter

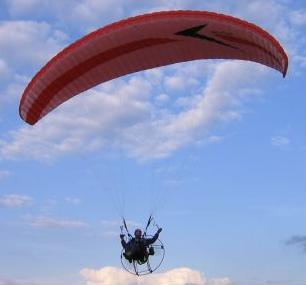
Motorschirm

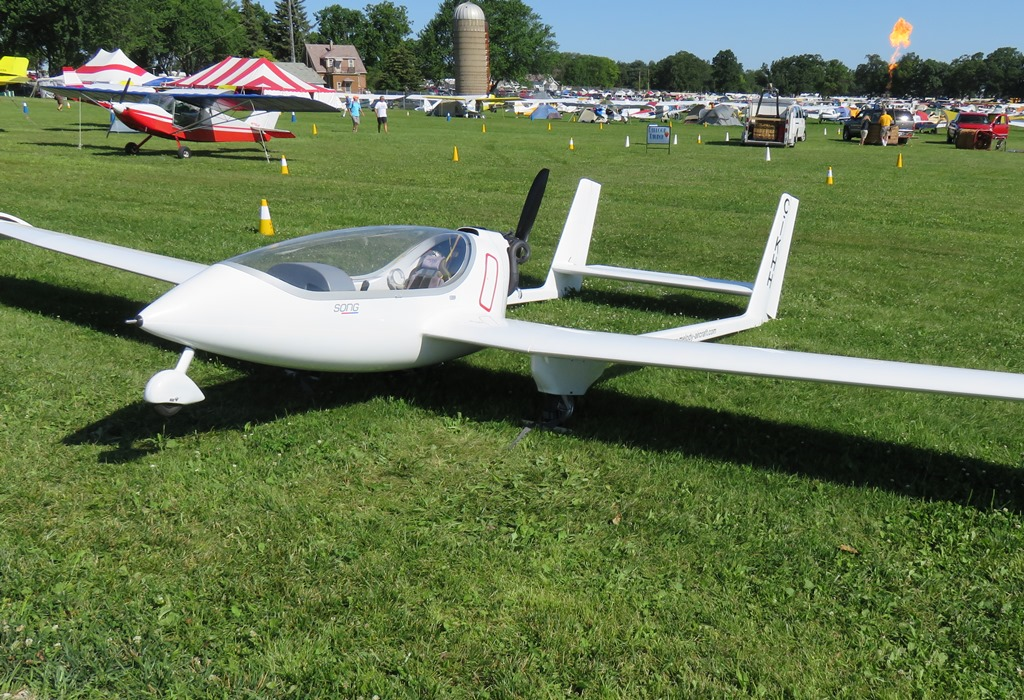
Motorsegler als leichtes Luftsportgerät

Die Bezeichnung leichte Luftsportgeräte ist dabei keine offizielle Formulierung oder eine im Luftrecht vorkommende Bezeichnung, sondern eine gängige Beschreibung der Luftsportgeräte mit der vorstehenden technischen Umschreibung. Im Luftrecht wird dabei immer auf Luftsportgeräte nach § 1 Abs. 4 LuftVZO verwiesen. Sie sind damit keine neue Kategorie oder Klasse an Luftsportgeräten, sondern ermöglicht eine erleichterte Zulassung und Betrieb dieser Untergruppe an Luftsportgeräten. An der grundsätzlichen Aufteilung der Luftsportgeräte auf die Kategorien Ultraleichtflugzeuge, Hängegleiter, Gleitsegel, Sprungfallschirme und Gleitflugzeuge ändert sich daher nichts.

## Zuständigkeit
Die Wahrnehmung bestimmter öffentlicher Aufgaben im Zusammenhang mit der Benutzung des Luftraums durch leichte Luftsportgeräte hat das Bundesministerium für Verkehr gemäß § 31c LuftVG durch die Beauftragtenverordnung (BeauftrV) an die Fachverbände Deutscher Aero Club, Deutscher Ultraleichtflugverband und Deutscher Hängegleiterverband abgegeben. Dies sind:
- Erteilung der Erlaubnisse und Berechtigungen für das Luftfahrtpersonal
- Erteilung der Erlaubnisse für die Ausbildung
- Aufsicht über den Betrieb von Luftsportgeräten auf Flugplätzen und Geländen, wenn beide ausschließlich dem Betrieb von Luftsportgeräten dienen
- Erhebung von Kosten nach der Kostenverordnung der Luftfahrtverwaltung

## Bauformen
Als leichte Luftsportgeräte gelten:
- Hängegleiter
- Trike
- Motorschirm
- Gleitflugzeug
- Dreiachser (aerodynamisch gesteuerte leichte Luftsportgeräte)

bis zu einer Leermasse von 120 kg.
Leichte Luftsportgeräte sind von der Musterzulassung und der Verkehrszulassung befreit. Der Hersteller muss jedoch das Baumuster durch das Bundesministerium für Verkehr gemäß § 31c LuftVG durch die Beauftragtenverordnung (BeauftrV) von einem der Fachverbände in einer Musterprüfung nach § 10a LuftGerPV prüfen lassen. Daher ist es für den sicheren Betrieb eines Luftsportgerätes wichtig, den Herstelleranweisungen im Betriebshandbuch eines Luftsportgerätes unbedingt Folge zu leisten. Es kommt leider immer wieder vor, dass sich Piloten, oder auch Testpiloten von nicht nach § 31c LuftVG beauftragten Musterprüfstellen, über Herstelleranweisungen in Betriebshandbüchern hinweg setzen. Obwohl keine Zulassung erforderlich ist, bieten die Luftsportverbände die freiwillige Registrierung und Vergabe eines Kennzeichens an, damit die Luftfahrzeugführer mit einem Rufzeichen am Flugfunk teilnehmen können.

## Luftfahrerschein
Zum Führen von leichten Luftsportgeräten ist berechtigt, wer in Besitz einer gültigen Luftfahrerschein für Luftsportgeräteführer für leichte Luftsportgeräte ist. Hierzu gibt es zwei Wege:
- Personen, welche die gleiche Kategorie für Luftsportgeräte größer als 120 kg Startmasse besitzen, benötigen eine zusätzliche Lizenz für das leichte Luftsportgerät, die meist prüfungsfrei beim Fachverband erworben werden kann.
- Ohne fliegerische Erfahrung hat der Flugschüler eine Flugausbildung zu durchlaufen, die an den Luftsportgeräten größer 120 kg Leermasse angelehnt ist, teilweise diese Luftsportgeräte nutzt und dann mit dem leichten Luftsportgerät abgeschlossen wird. Es ist eine theoretische und praktische Prüfung abzulegen.

Als Besonderheit ist für die Ausbildung und Nutzung der leichten Luftsportgeräte kein Medizinisches Tauglichkeitszeugnis erforderlich. Die Lizenz wird unbefristet erteilt.